# 聊城西站
聊城西站位于中华人民共和国山东省聊城市东昌府区，是济郑高速铁路和建设中京雄商高速铁路上的一座车站，2023年12月8日随济郑高铁山东段开通而投入使用，车站总规模为6台15线（不含预留站场），车站距聊城市中心约8km。